# اتحاد جوراء
اتحاد جوراء للاتصالات وتقنية المعلومات وتعرف باسم ليبار موبايل السعودية (بالإنجليزية: Lebara Mobile KSA)‏ هي شركة توفر خدمة شبكات الاتصالات المتنقلة الافتراضية (MVNO)، حصلت على ترخيص التشغيل في المملكة العربية السعودية في عام 2013 مع مقدم الخدمة المضيف شركة اتحاد اتصالات (موبايلي)، ويملك البريد السعودي حصة كبيرة وهي 30% من اتحاد جوراء، وأما مجموعة ليبارا الأوروبية ومقرها لندن فهي الذراع الأكثر خبرة بقطاع الاتصالات، وهي تشغل 10 شبكات افتراضية على مستوى العالم (أستراليا، الدنمارك، فرنسا، ألمانيا، هولندا، النرويج، إسبانيا، سويسرا، المملكة المتحدة) وحصتها في الاتحاد 15%.
وكانت اتحاد جوراء قد قامت بالتوقيع مع شركة اتحاد اتصالات موبايلي على إتفاقية خدمة المشغل الافتراضي والتي تمكن اتحاد جوراء من الاستفادة من خدمات البنية التحتية لشبكة موبايلي وذلك لتقديم خدمات الهاتف المتحرك لعملائها الأفراد كمشغل افتراضي.